# Истеривач ђавола
Истеривач ђавола (енгл. The Exorcist) амерички је хорор филм из 1973. године, режисера Вилијама Фридкина, рађен по истоименој новели Вилијама Питера Блатија са Елен Берстин, Максом фон Сидуом, Линдом Блер и Џејсоном Милером у главним улогама. Филм је награђен Оскаром за најбољи адаптирани сценарио, Оскаром за најбоље миксовање звука и 4 Златна глобуса, а такође је био и номинован за још 8 Оскара и 3 Златна глобуса. Један је од најпознатијих и најуспешнијих хорора свог времена. Зарадио је преко 440 милиона долара што га је у том тренутку ставило на 1. место по заради у историји хорор филма, да би га касније с те позиције збацило Шесто чуло 1999. године, а потом се 2017. на прву позицију попело То Стивена Кинга и потиснуло га на 3. позицију.
Филм је инспирисан истинитим догађајима из 1949. који су упамћени као Егзорцизам Роналда Доа. Централни лик филма је 12-годишња девојчица, Реган Мекнил, коју запоседне демон Пазузу. Када њена мајка схвати да јој лекари не могу помоћи окреће се цркви и тражи помоћ од локалног свештеника Демијена Караса, који такође пролази кроз веома тежак период живота након мајчине смрти. Једина нада за спас девојчице је отац Ланкестер Мерин, који се већ сусретао с демоном и он је једини кога се демон заправо плаши.
Поред тога што је остварио велики успех и освојио бројне награде, филм Истеривач ђавола, започео је и филмску франшизу не тако успешних филмова, коју за сада чине 5 остварења. Први наставак филма изашао је 1977. године, под називом Истеривач ђавола 2: Јеретик и Линда Блер се вратила у улогу Реган у том филму.

## Радња
На почетку филма, отац Ланкестер Мерин на ископавањима у Хатри, у Ираку, проналази статуу демона Пазузуа.
Радња се врло брзо премешта у Џорџтаун, округ Вашингтона, у дом Крис Мекнил и њене 12-годишње ћерке Реган. Након што се играла с виџом, Реган почиње да комуницира са својим замишљеним пријатељем кога ословљава са Капетан Хоуди. Убрзо се њено понашање драстично промени, а у кући породице Мекнил почињу да се појављују паранормалне појаве. Крис очајнички покушава да помогне својој ћерки водећи је код највећих стручњака, али јој један од њих саопшти да медицина не може помоћи Реган и да би било боље да позове свештеника.
Иако је сумњичав по питању приче о демону који је запосео Реган, отац Демијан Карас одлучује да је посети. Реган (Пазузу) га дочека с чувеном реченицом: „Како диван дан за егзорцизам!”, као и с причом о његовој мајци која је недавно умрла, што врло узнемири Караса, поготово када сазна да Крис никада није ни причала с Реган о њему, а камоли његовој мајци. Оно што је указивало на то да се ради о поседнутости је што је Реган почела да вришти када ју је Карас попрскао светом водицом, али то није био довољан доказ. Оно што је било кључно је аудио снимак који је Карас направио. Реган је наизглед говорила на неком непознатом језику, али када су пустили снимак уназад схватили су да је говорила енглески, само уназад, као и то да је непрестано говорила: „Бој се свештеника! Бој се Мерина!” Отац Мерин је већ био надалеко познат по својим ритуалима егзорцизма у Африци и одмах му је послат позив да дође у Џорџтаун и помогне девојчици, што Мерин прихвата и одмах полази на пут.
Након дугог и исцрпног ритуала, Мериново срце, с којим је имао проблема од раније, не успева да издржи и он умире пре него што успе да истера демона. Када пронађе Меринов леш, отац Карас побесни и одлучује да наговори демона да пређе на њега и потом се баца кроз прозор. Његовом жртвом, Меринов ритуал је успешно завршен и Реган се вратила нормалном животу.
На крају филма Крис и Реган напуштају кућу у Џорџтауну, а Крис говори оцу Дајеру (Карасовом пријатељу) да се Реган ничега не сећа.

## Улоге
| Глумац              | Улога             |
| ------------------- | ----------------- |
| Елен Берстин        | Крис Мекнил       |
| Макс фон Сидоу      | Ланкестер Мерин   |
| Линда Блер          | Реган Мекнил      |
| Џејсон Милер        | Демијан Карас     |
| Ли Коб              | Вилијам Киндермен |
| Кити Вин            | Шерон Спенсер     |
| Џек Макгоуран       | Бурк Денингс      |
| Вилијам Омали       | отац Џозеф Дајер  |
| Питер Мастерсон     | Барингер          |
| Роберт Симонс       | Тани              |
| Бартон Хејман       | Семјуел Клејн     |
| Артур Сторх         | психијатар        |
| Мерседес Макејмбриџ | Пазузу            |
| Василика Малијарос  | Карасова мајка    |
| Дона Мичел          | Мери Џо Перин     |
| Рудолф Шандлер      | Карл              |
| Титос Вандис        | Карасов ујак      |
| Роберт Герингер     | сенатор           |
| Волас Руни          | бискуп Мајкл      |
| Рон Фабер           | Чак               |